# 2001 QR322
2001 QR322 là một hành tinh nhỏ và là thiên thể Troia của Sao Hải Vương đầu tiên được phát hiện vào ngày 21 tháng 8 năm 2001, bởi Khảo sát Deep Ecliptic tại Đài thiên văn Cerro Tololo ở Chile. Nó quay quanh Sao Hải Vương tại điểm L4 Lagrange của nó. Các trojan Hải Vương khác đã được phát hiện kể từ đó. Một nghiên cứu của các nhà thiên văn học người Mỹ Scott Sheppard và Chad Trujillo từ Viện Carnegie cho thấy Sao Hải Vương có thể có lượng thiên thể Troia gấp hai mươi lần so với Sao Mộc.

## Đường kính
Các nhà khám phá ước tính rằng thiên thể có đường kính trung bình 140 km dựa trên cường độ 22,5. Dựa trên một chuyển đổi cường độ từ đường kính đến đường kính chung, nó đo đường kính khoảng 110 km sử dụng cường độ tuyệt đối 7,9 và một suất phản chiếu giả định là 0,10.

## Quỹ đạo
2001 QR322 quay quanh Mặt Trời với bán trục lớn là 30.115 AU ở khoảng cách 29.3 - 31.0 AU cứ sau 165 năm và 3 tháng (60.363 ngày). Quỹ đạo của nó có độ lệch tâm 0,03 và độ nghiêng 1 ° so với đường hoàng đạo.